# Édouard Desplechin
Édouard Desplechin (spesso citato come Despléchin; Lilla, 12 aprile 1802 – Parigi, 10 dicembre 1871) è stato uno scenografo francese, uno dei più noti del suo tempo.

## Biografia

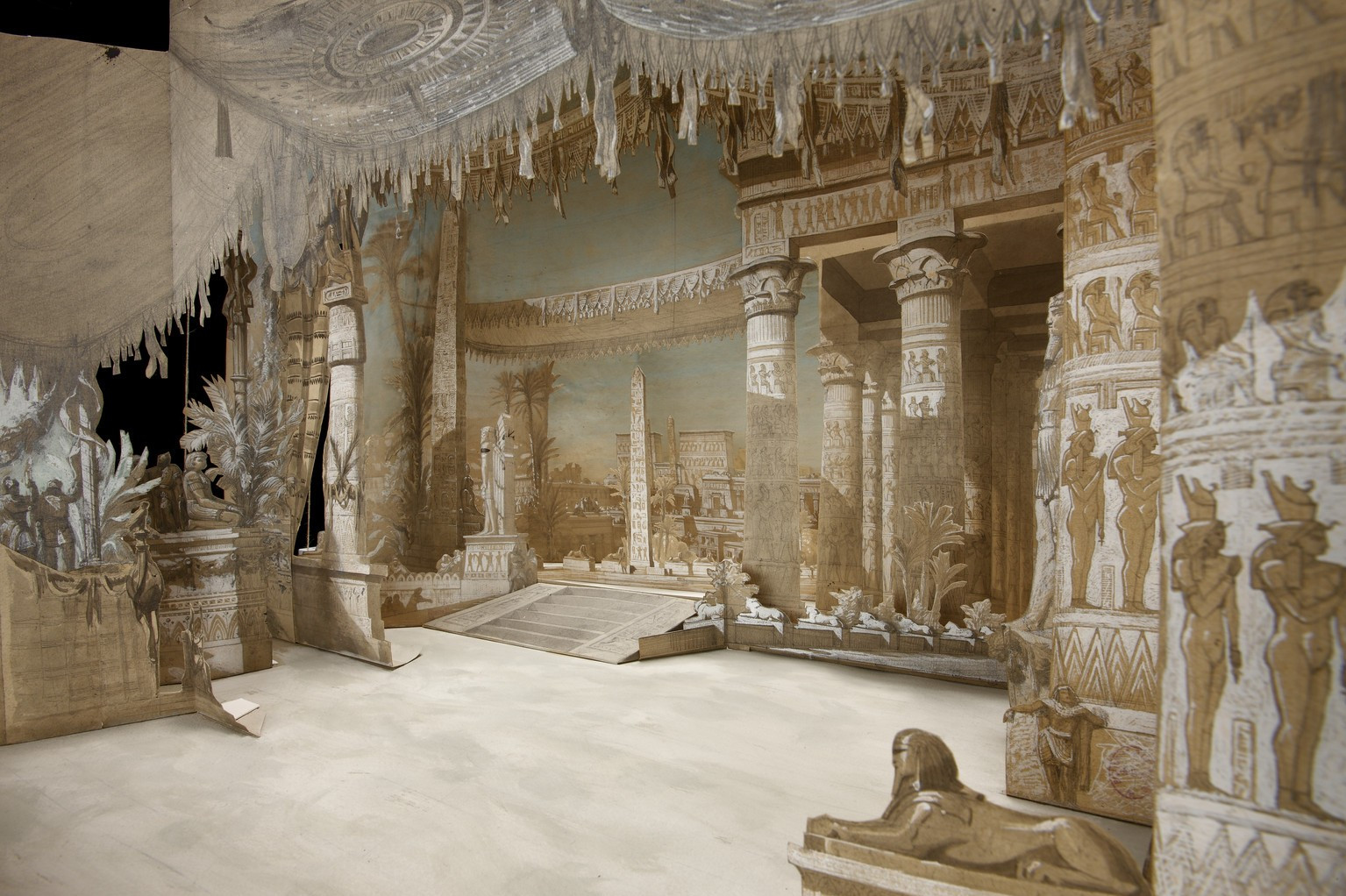
"Tempio di Iside", bozzeto per il III atto del Mosè in Egitto di Rossini

Realizzò numerose scenografie per i grands opéras e per opere teatrali dell'era romantica, lavorando a stretto contatto con compositori come Meyerbeer, Rossini, Verdi, Gounod e Wagner.
La sua bottega venne rilevata da Eugène Carpezat e Jean-Baptiste Lavastre che erano stati suoi allievi.